# Matthias Amoor
Matthias Amoor (auch: Amoort, Amoord, Amor, Amour) († 27. Januar 1769) war ein niederländischer Orgelbauer in Groningen.

## Leben
Amoor ist erst ab 1725 nachweisbar. Gebürtig stammte er aus Danzig, siedelte aber in die Niederlande über. Am 1. Oktober 1726 heiratete er Johanna Gesine Wilkens in Groningen und erwarb am 20. Januar 1727 das Kleine Bürgerrecht der Stadt. Er wurde Mitglied der Krämergilde und trat als Weinhändler und Krämer in Erscheinung. Fünf Kinder werden im Taufbuch der katholischen Kirche in Groningen aufgeführt. Dort leitete Amoor zusammen mit dem Schnitger-Schüler Rudolf Garrels und Johannes Radeker, der ebenfalls der Schule Arp Schnitgers angehörte, eine Art Schnitger-Filiale.

## Werk
Amoor gilt als Schnitger-Schüler, obwohl dies nicht direkt nachgewiesen ist, oder wird zumindest der Schnitger-Schule zugerechnet. Er war hauptsächlich im Groninger Land tätig, hat aber auch in Ostfriesland Reparaturarbeiten und Umbaumaßnahmen an Orgeln durchgeführt. Nur ein einziger Neubau ist bisher bezeugt, der sich heute in Berkhuizen findet.
In der Tabelle steht in der fünften Spalte ein großes „P“ für ein selbstständiges Pedal, kleines „p“ für ein angehängtes Pedal. Die römische Zahl gibt die Anzahl der Manuale wieder.
| Jahr      | Ort        | Kirche                 | Bild | Manuale | Register | Anmerkungen |
| --------- | ---------- | ---------------------- | ---- | ------- | -------- | --- |
| 1725      | Aurich     | Lambertikirche         |      |         |          | Reparaturarbeiten an der Orgel von Joachim Kayser; nicht erhalten |
| 1725–1753 | Groningen  | Gertruids-Gasthuiskerk |      | II/P    | 22       | Nach Reparatur 1725 Pflege der Orgel von Arp Schnitger (1696–97) bis 1753; heute in Peize (Foto) |
| 1726      | Zeerijp    | Jacobuskerk            |      | II/P    | 22       | Reparatur der Orgel von Theodorus Faber (1645) |
| 1733      | Scheemda   | Hervormde Kerk         |      | I/p     |          | Neubau? (oder bereits 1704?); später Erweiterungsumbauten durch Herman Eberhard Freytag und Petrus van Oeckelen (1874); noch Pfeifenwerk von Amoor erhalten |
| 1728/1738 | Groningen  | Der Aa-kerk            |      | III/P   | 32       | Reparaturen der Orgel von Arp Schnitger (1702) → Orgeln der Der Aa-kerk (Groningen) |
| ?         | Groningen  | Pelstergasthuiskerk    |      | II/P    | 20       | Reparaturen der Orgel von Arp Schnitger (1693) |
| 1736/1737 | Rysum      | Rysumer Kirche         |      | I       | 7        | Äußerer Umbau der Orgel durch seitliche Ohren aus Schnitzwerk statt der gotischen Flügeltüren und wahrscheinlich Dispositionsänderung → Orgel der Rysumer Kirche |
| 1740      | Zuidbroek  | Petruskerk             |      |         |          | Pflegearbeiten der Orgel von Andreas de Mare (1578); nicht erhalten |
| 1743      | Berghuizen | Geref. Kerk            |      | I/p     | 9        | Einziger bezeugter Neubau; ursprünglich für eine andere, unbekannte Kirche (in Groningen?) gebaut, später erweitert; im 18. Jh. nach Raamsdonk überführt, 1850 nach Aartswoud, 1884 nach Berghuizen; 1951 um Rückpositiv und ein Pedalregister erweitert; weitgehend erhalten |